# Liverpool Football Club 2012-2013
Questa voce raccoglie le informazioni riguardanti il Liverpool Football Club nelle competizioni ufficiali della stagione 2012-2013.

## Stagione
La stagione 2012-2013 per il Liverpool inizia in maniera un po' altalenante. Infatti riescono a superare sia gli spareggi che i play-off di Europa League, così da riuscire ad entrare nel girone A, eliminando rispettivamente i bielorussi dell'FK Gomel prima e gli scozzesi dell'Heart of Midlothian poi. Successivamente riescono a concludere al primo posto il girone davanti all'Anzhi venendo poi eliminati ai sedicesimi di finale sempre da una squadra russa, ovvero lo Zenit, perdendo 2-0 all'andata e vincendo 3-1 al ritorno. Purtroppo per la regola dei gol segnati in trasferta i Reds non riescono a superare il turno. In campionato l'inizio non è dei migliori visto che ottengono due punti nelle prime 5 giornate, perdendo due big match contro Arsenal prima (0-2) e Manchester United poi (1-2). Successivamente riescono a mettere in fila 8 risultati utili consecutivi, per poi tornare ad alternare belle vittorie a dolorose sconfitte. Chiudono il campionato al 7º posto non riuscendo a qualificarsi per nessuna coppa europea. Anche nelle coppe nazionali non riescono ad ottenere risultati migliori venendo eliminati agli ottavi di finale in Football League Cup perdendo 3-1 in casa contro lo Swansea e in FA Cup escono ai sedicesimi di finale per mano dell'Oldham Athletic che riesce ad imporsi con il risultato di 3-2 in casa propria.

## Maglie e sponsor
| Casa | Trasferta | Terza divisa |

## Organigramma societario
Area direttiva
- Amministratori: John Henry, Tom Werner, Ian Ayre, David Ginsberg, Philip Nash, Michael Gordon
- Segretario del club: Ian Silvester
- Direttore operativo: Andrew Parkinson
- Capo giardinieri: Terry Forsyth
- Manager stadio: Ged Poynton
- Direttore comunicazioni: Susan Black
- Direttore ufficio stampa: Matthew Baxter
- Direttore reclutamento: Dave Fallows
- Direttore analisi: Michael Edwards
- Capo scout: Barry Hunter

Area direttiva Liverpool Limited
- Proprietario: John William Henry
- Presidente: Tom Werner
- Vicepresidente: David Ginsberg
- Presidente onorario: David Moores
- Direttore: Ian Ayre
- Capo uffici commerciali: Billy Hogan
- Capo uffici finanziari: Philip Nash

Area tecnica
- Team Manager: Brendan Rodgers
- Assistente manager: Collin Pascoe
- Allenatore prima squadra: Mike Marsh
- Preparatore portieri: John Achterberg
- Analista delle prestazioni: Glen Driscoll
- Analista degli avversari: Chris Davies
- Fitness coach: Ryland Morgans
- Preparatore atletico: Jordan Milsom
- Medico sociale: Zaf Iqbal
- Fisioterapista: Chris Morgan
- Massaggiatori: Paul Small, Sylvan Richardson
- Team Manager squadra U21: Alex Inglethorpe
- Team Manager squadra U18: Neil Critchley

## Rosa
Dati aggiornati al 1º febbraio 2013
| N. |                        | Ruolo | Calciatore                |
| -- | ---------------------- | ----- | ------------------------- |
| 1  | Australia (bandiera)   | P     | Brad Jones                |
| 2  | Inghilterra (bandiera) | D     | Glen Johnson              |
| 3  | Spagna (bandiera)      | D     | José Enrique              |
| 4  | Turchia (bandiera)     | C     | Nuri Şahin                |
| 5  | Danimarca (bandiera)   | D     | Daniel Agger              |
| 7  | Uruguay (bandiera)     | A     | Luis Suárez               |
| 8  | Inghilterra (bandiera) | C     | Steven Gerrard (capitano) |
| 9  | Inghilterra (bandiera) | A     | Andy Carroll              |
| 10 | Inghilterra (bandiera) | C     | Joe Cole                  |
| 10 | Brasile (bandiera)     | C     | Philippe Coutinho         |
| 11 | Marocco (bandiera)     | A     | Oussama Assaidi           |
| 12 | Spagna (bandiera)      | A     | Daniel Pacheco            |
| 14 | Inghilterra (bandiera) | C     | Jordan Henderson          |
| 15 | Inghilterra (bandiera) | A     | Daniel Sturridge          |
| 16 | Uruguay (bandiera)     | D     | Sebastián Coates          |
| 19 | Inghilterra (bandiera) | C     | Stewart Downing           |
| 20 | Inghilterra (bandiera) | C     | Jay Spearing              |

| N. |                        | Ruolo | Calciatore                      |
| -- | ---------------------- | ----- | ------------------------------- |
| 21 | Brasile (bandiera)     | C     | Lucas Leiva                     |
| 23 | Inghilterra (bandiera) | D     | Jamie Carragher (vice-capitano) |
| 24 | Galles (bandiera)      | C     | Joe Allen                       |
| 25 | Spagna (bandiera)      | P     | José Manuel Reina               |
| 26 | Scozia (bandiera)      | C     | Charlie Adam                    |
| 29 | Italia (bandiera)      | A     | Fabio Borini                    |
| 30 | Spagna (bandiera)      | A     | Suso                            |
| 31 | Inghilterra (bandiera) | C     | Raheem Sterling                 |
| 33 | Inghilterra (bandiera) | C     | Jonjo Shelvey                   |
| 34 | Inghilterra (bandiera) | D     | Martin Kelly                    |
| 35 | Inghilterra (bandiera) | D     | Conor Coady                     |
| 37 | Slovacchia (bandiera)  | D     | Martin Škrtel                   |
| 38 | Inghilterra (bandiera) | D     | Jonathon Flanagan               |
| 42 | Ungheria (bandiera)    | P     | Péter Gulácsi                   |
| 47 | Inghilterra (bandiera) | D     | Andre Wisdom                    |
| 49 | Inghilterra (bandiera) | D     | Jack Robinson                   |

## Calciomercato

### Sessione estiva(dall'1/7 all'1/9)
La sessione di calciomercato estiva per la stagione 2012-2013 non è particolarmente attiva. Sul fronte acquisti oltre al rientro dai prestiti di Joe Cole dal Lilla e Alberto Aquilani dal Milan, poi ceduto subito alla Fiorentina per 2 milioni, vengono acquistati Nuri Şahin dal Real Madrid in prestito, Fabio Borini dalla Roma per 13,30 milioni e Joe Allen dallo Swansea per 19 milioni. Sul fronte cessioni invece vengono ceduti Andy Carrol al West Ham in prestito e spicca l'addio Dirk Kuyt che viene venduto ai turchi del Fenerbahçe per 1 milione di euro.
| Acquisti         | Acquisti         | Acquisti         | Acquisti                   |
| R.               | Nome             | da               | Modalità                   |
| ---------------- | ---------------- | ---------------- | -------------------------- |
| C                | Joe Allen        | Swansea City     | definitivo (19 mln €)      |
| A                | Fabio Borini     | Roma             | definitivo (13,30 mln €)   |
| C                | Nuri Şahin       | Real Madrid      | prestito oneroso (5 mln €) |
| A                | Oussama Assaidi  | Heerenveen       | definitivo (4 mln)         |
| Altre operazioni |                  |                  |                            |
| R.               | Nome             | da               | Modalità                   |
| A                | Samed Yesil      | Bayer Leverkusen | definitivo (1,30 mln)      |
| C                | Joe Cole         | Lilla            | fine prestito              |
| C                | Alberto Aquilani | Milan            | fine prestito              |
| A                | Dani Pacheco     | Atlético Madrid  | fine prestito              |

| Cessioni         | Cessioni         | Cessioni          | Cessioni                      |
| R.               | Nome             | a                 | Modalità                      |
| ---------------- | ---------------- | ----------------- | ----------------------------- |
| C                | Charlie Adam     | Stoke City        | definitivo (6,20 mln €)       |
| A                | Andy Carroll     | West Ham Utd      | prestito oneroso (1,25 mln €) |
| A                | Dirk Kuyt        | Fenerbahçe        | definitivo (1 mln)            |
| C                | Maxi Rodriguez   | Newell's Old Boys | svincolato                    |
| A                | Craig Bellamy    | Cardiff City      | svincolato                    |
| Altre operazioni |                  |                   |                               |
| R.               | Nome             | a                 | Modalità                      |
| C                | Alberto Aquilani | Fiorentina        | definitivo (2 mln)            |
| C                | Jay Spearing     | Bolton            | prestito                      |
| D                | Stephen Darby    | Bradford City     | svincolato                    |
| D                | Danny Wilson     | Bristol City      | prestito                      |
| A                | Nathan Eccleston | Blackpool         | svincolato                    |

### Sessione invernale(dal 3/1 al 1/2)
La sessione invernale si rivela molto attiva sul fronte acquisti visto che vengono acquistati l'attaccante Daniel Sturridge dal Chelsea per 15 milioni e il centrocampista Philippe Coutinho dall'Inter per 13 milioni.
| Acquisti         | Acquisti          | Acquisti     | Acquisti            |
| R.               | Nome              | da           | Modalità            |
| ---------------- | ----------------- | ------------ | ------------------- |
| A                | Daniel Sturridge  | Chelsea      | definitivo (15 mln) |
| C                | Philippe Coutinho | Inter        | definitivo (13 mln) |
| Altre operazioni |                   |              |                     |
| D                | Danny Wilson      | Bristol City | fine prestito       |

| R.               | Nome          | a             | Modalità      |
| ---------------- | ------------- | ------------- | ------------- |
| P                | Doni          | Botafogo      | svincolato    |
| C                | Joe Cole      | West Ham Utd  | svincolato    |
| C                | Nuri Şahin    | Real Madrid   | fine prestito |
| Altre operazioni |               |               |               |
| D                | Jack Robinson | Wolverhampton | prestito      |
| D                | Danny Wilson  | Hearts        | prestito      |
| A                | Dani Pacheco  | Huesca        | prestito      |
| A                | Michael Ngoo  | Hearts        | prestito      |

## Risultati

### Premier League

#### Girone d'andata
| Arbitro: | Phil Dowd |

|                                           |           |  |
| Gera 43’ Odemwingie 64’ (rig.) Lukaku 77’ | Marcatori |  |

| Arbitro: | Andre Marriner |

|                       |           |                          |
| Skrtel 34’ Suárez 66’ | Marcatori | 63’ Yaya Touré 80’ Tévez |

| Arbitro: | Howard Webb |

|  |           |                          |
|  | Marcatori | 31’ Podolski 68’ Cazorla |

| Arbitro: | Martin Atkinson |

|              |           |            |
| Fletcher 29’ | Marcatori | 71’ Suárez |

| Arbitro: | Mark Halsey |

|             |           |                                  |
| Gerrard 46’ | Marcatori | 51’ Rafael 81’ (rig.) van Persie |

| Arbitro: | Mike Jones |

|                      |           |                                                |
| Morison 61’ Holt 87’ | Marcatori | 2’ 38’ 57’ Suárez 47’ Şahin 68’ (aut.) Barnett |

| Liverpool 7 ottobre 2012, ore 16:00 WEST 7ª giornata | Liverpool | 0 – 0 referto | Stoke City | Anfield (44.531 spett.)\| Arbitro: \| Lee Mason \| |
| Arbitro:                                             | Lee Mason |               |            |                                                    |

| Arbitro: | Roger East |

|              |           |  |
| Sterling 29’ | Marcatori |  |

| Arbitro: | Andre Marriner |

|                        |           |                              |
| Osman 22’ Naismith 35’ | Marcatori | 14’ (aut.) Baines 20’ Suárez |

| Arbitro: | Anthony Taylor |

|            |           |            |
| Suárez 67’ | Marcatori | 43’ Cabaye |

| Arbitro: | Howard Webb |

|           |           |            |
| Terry 20’ | Marcatori | 73’ Suárez |

| Arbitro: | Kevin Friend |

|                                 |           |  |
| Suárez 47’ 58’ José Enrique 65’ | Marcatori |  |

| Swansea 25 novembre 2012, ore 14:30 WET 13ª giornata | Swansea City  | 0 – 0 referto | Liverpool | Liberty Stadium (20.621 spett.)\| Arbitro: \| Jonathan Moss \| |
| Arbitro:                                             | Jonathan Moss |               |           |                                                                |

| Arbitro: | Phil Dowd |

|                    |           |                 |
| Lennon 7’ Bale 16’ | Marcatori | 72’ (aut.) Bale |

| Arbitro: | Michael Oliver |

|           |           |  |
| Agger 43’ | Marcatori |  |

| Arbitro: | Lee Probert |

|                                     |           |                                     |
| Noble 36’ (rig.) Gerrard 43’ (aut.) | Marcatori | 11’ Johnson 76’ J. Cole 79’ Shelvey |

| Arbitro: | Neil Swarbrick |

|             |           |                             |
| Gerrard 87’ | Marcatori | 29’ 51’ Benteke 40’ Weimann |

| Arbitro: | Mark Clattenburg |

|                                                |           |  |
| Škrtel 8’ Gerrard 36’ Downing 51’ Suárez 90+2’ | Marcatori |  |

| Arbitro: | Howard Webb |

|                          |           |                   |
| Walters 5’ 49’ Jones 12’ | Marcatori | 2’ (rig.) Gerrard |

#### Girone di ritorno
| Arbitro: | Anthony Taylor |

|  |           |                          |
|  | Marcatori | 10’ 16’ Suárez 27’ Agger |

| Arbitro: | Phil Dowd |

|                             |           |  |
| Sterling 19’ Suárez 26’ 52’ | Marcatori |  |

| Arbitro: | Howard Webb |

|                          |           |               |
| van Persie 19’ Vidic 54’ | Marcatori | 57’ Sturridge |

| Arbitro: | Michael Oliver |

|                                                                       |           |  |
| Henderson 26’ Suárez 36’ Sturridge 59’ Gerrard 66’ Bennett 74’ (aut.) | Marcatori |  |

| Arbitro: | Kevin Friend |

|                        |           |                         |
| Giroud 64’ Walcott 67’ | Marcatori | 5’ Suárez 60’ Henderson |

| Arbitro: | Anthony Taylor |

|                      |           |                           |
| Džeko 23’ Agüero 78’ | Marcatori | 29’ Sturridge 73’ Gerrard |

| Arbitro: | Jonathan Moss |

|  |           |                          |
|  | Marcatori | 81’ McAuley 90+1’ Lukaku |

| Arbitro: | Howard Webb |

|                                                                                     |           |  |
| Gerrard 34’ (rig.) P. Coutinho 46’ José Enrique 50’ Suárez 56’ Sturridge 71’ (rig.) | Marcatori |  |

| Arbitro: | Martin Atkinson |

|  |           |                               |
|  | Marcatori | 2’ Downing 18’ 34’ 49’ Suárez |

| Arbitro: | Michael Oliver |

|                                           |           |                    |
| Suárez 21’ Downing 66’ Gerrard 82’ (rig.) | Marcatori | 45’ 53’ Vertonghen |

| Arbitro: | Phil Dowd |

|                                              |           |                   |
| Schneiderlin 6’ Lambert 33’ J. Rodriguez 80’ | Marcatori | 45+1’ P. Coutinho |

| Arbitro: | Lee Mason |

|             |           |                                  |
| Benteke 31’ | Marcatori | 47’ Henderson 60’ (rig.) Gerrard |

| Liverpool 7 aprile 2013, ore 14:30 WEST 32ª giornata | Liverpool      | 0 – 0 referto | West Ham Utd | Anfield (45.007 spett.)\| Arbitro: \| Anthony Taylor \| |
| Arbitro:                                             | Anthony Taylor |               |              |                                                         |

| Reading 13 aprile 2013, ore 16:00 WEST 33ª giornata | Reading          | 0 – 0 referto | Liverpool | Madejski Stadium (24.139 spett.)\| Arbitro: \| Mark Clattenburg \| |
| Arbitro:                                            | Mark Clattenburg |               |           |                                                                    |

| Arbitro: | Kevin Friend |

|                            |           |                             |
| Sturridge 52’ Suárez 90+7’ | Marcatori | 26’ Oscar 57’ (rig.) Hazard |

| Arbitro: | Andre Marriner |

|  |           |                                                         |
|  | Marcatori | 3’ Agger 17’ 76’ Henderson 54’ 60’ Sturridge 74’ Borini |

| Liverpool 5 maggio 2013, ore 14:30 WEST 36ª giornata | Liverpool      | 0 – 0 referto | Everton | Anfield (44.991 spett.)\| Arbitro: \| Michael Oliver \| |
| Arbitro:                                             | Michael Oliver |               |         |                                                         |

| Arbitro: | Mark Halsey |

|              |           |                       |
| Berbatov 33’ | Marcatori | 36’ 62’ 85’ Sturridge |

| Arbitro: | Martin Atkinson |

|                 |           |  |
| P. Coutinho 23’ | Marcatori |  |

### FA Cup

#### Fase a eliminazione diretta
| Arbitro: | Andre Marriner |

|           |           |                         |
| Green 80’ | Marcatori | 7’ Sturridge 59’ Suárez |

| Arbitro: | Lee Probert |

|                           |           |                      |
| Smith 3’ 45+4’ Wabara 48’ | Marcatori | 17’ Suárez 80’ Allen |

### Football League Cup

#### Fase a eliminazione diretta
| Arbitro: | Michael Oliver |

|          |           |               |
| Tamas 3’ | Marcatori | 17’ 82’ Şahin |

| Arbitro: | Lee Probert |

|            |           |                                    |
| Suárez 76’ | Marcatori | 34’ Chico 72’ Dyer 90+4’ de Guzmán |

### UEFA Europa League

#### Turno preliminare
| Arbitro: | Ivan Kružliak |

|  |           |             |
|  | Marcatori | 67’ Downing |

| Arbitro: | Kenn Hansen |

|                                    |           |  |
| Borini 21’ Gerrard 41’ Johnson 72’ | Marcatori |  |

#### Play-off
| Arbitro: | Florian Meyer |

|  |           |                    |
|  | Marcatori | 78’ (aut.) Webster |

| Arbitro: | Vladislav Bezborodov |

|            |           |               |
| Suárez 88’ | Marcatori | 85’ Templeton |

#### Fase a gironi
| Arbitro: | Michalīs Koukoulakīs |

|                                  |           |                                                       |
| Nuzzolo 38’ Ojala 53’ Zárate 63’ | Marcatori | 4’ (aut.) Ojala 40’ Wisdom 67’ Coates 76’ 88’ Shelvey |

| Arbitro: | Stefan Johannesson |

|                        |           |                                              |
| Shelvey 23’ Suárez 75’ | Marcatori | 46’ Di Natale 70’ (aut.) Coates 72’ Pasquale |

| Arbitro: | Bas Nijhuis |

|             |           |  |
| Downing 53’ | Marcatori |  |

| Arbitro: | David Fernández Borbalán |

|              |           |  |
| Traoré 45+1’ | Marcatori |  |

| Arbitro: | Alon Yefet |

|                         |           |                            |
| Shelvey 33’ J. Cole 72’ | Marcatori | 52’ Bobadilla 88’ Zverotić |

| Arbitro: | Duarte Gomes |

|  |           |               |
|  | Marcatori | 23’ Henderson |

#### Fase a eliminazione diretta

##### Sedicesimi di finale
| Arbitro: | Carlos Velasco Carballo |

|                    |           |  |
| Hulk 69’ Semak 72’ | Marcatori |  |

| Arbitro: | Björn Kuipers |

|                          |           |          |
| Suárez 28’ 59’ Allen 43’ | Marcatori | 19’ Hulk |

## Statistiche

### Statistiche di squadra
Statistiche aggiornate al 19 maggio 2013.
| Competizione        | Punti         | In casa | In casa | In casa | In casa | In casa | In casa | In trasferta | In trasferta | In trasferta | In trasferta | In trasferta | In trasferta | Totale | Totale | Totale | Totale | Totale | Totale | D.R |
| Competizione        | Punti         | G       | V       | N       | P       | GF      | GS      | G            | V            | N            | P            | GF           | GS           | G      | V      | N      | P      | GF     | GS     | D.R |
| ------------------- | ------------- | ------- | ------- | ------- | ------- | ------- | ------- | ------------ | ------------ | ------------ | ------------ | ------------ | ------------ | ------ | ------ | ------ | ------ | ------ | ------ | --- |
| Premier League      | 61 (7º posto) | 19      | 9       | 6       | 4       | 33      | 16      | 19           | 7            | 7            | 5            | 38           | 27           | 38     | 16     | 13     | 9      | 71     | 43     | +28 |
| Europa League       | 10            | 6       | 3       | 2       | 1       | 12      | 7       | 6            | 4            | 0            | 2            | 8            | 6            | 12     | 7      | 2      | 3      | 20     | 13     | +7  |
| FA Cup              | -             | 0       | 0       | 0       | 0       | 0       | 0       | 2            | 1            | 0            | 1            | 4            | 4            | 2      | 1      | 0      | 1      | 4      | 4      | +0  |
| Football League Cup | -             | 1       | 0       | 0       | 1       | 1       | 3       | 1            | 1            | 0            | 0            | 2            | 1            | 2      | 1      | 0      | 1      | 3      | 4      | -1  |
| Totale              | 71            | 26      | 12      | 8       | 6       | 46      | 26      | 28           | 13           | 7            | 8            | 52           | 38           | 54     | 25     | 15     | 14     | 98     | 64     | +34 |

### Andamento in campionato
| Giornata  | 1  | 2  | 3  | 4  | 5  | 6  | 7  | 8  | 9  | 10 | 11 | 12 | 13 | 14 | 15 | 16 | 17 | 18 | 19 | 20 | 21 | 22 | 23 | 24 | 25 | 26 | 27 | 28 | 29 | 30 | 31 | 32 | 33 | 34 | 35 | 36 | 37 | 38 |
| --------- | -- | -- | -- | -- | -- | -- | -- | -- | -- | -- | -- | -- | -- | -- | -- | -- | -- | -- | -- | -- | -- | -- | -- | -- | -- | -- | -- | -- | -- | -- | -- | -- | -- | -- | -- | -- | -- | -- |
| Luogo     | T  | C  | C  | T  | C  | T  | C  | C  | T  | C  | T  | C  | T  | T  | C  | T  | C  | C  | T  | T  | C  | T  | C  | T  | T  | C  | C  | T  | C  | T  | T  | C  | T  | C  | T  | C  | T  | C  |
| Risultato | P  | N  | P  | N  | P  | V  | N  | V  | P  | N  | N  | V  | N  | P  | V  | V  | P  | V  | P  | V  | V  | P  | V  | N  | N  | P  | V  | V  | V  | P  | V  | N  | N  | N  | V  | N  | V  | V  |
| Posizione | 18 | 15 | 18 | 17 | 18 | 14 | 14 | 13 | 13 | 13 | 14 | 11 | 11 | 12 | 11 | 10 | 12 | 8  | 10 | 9  | 8  | 8  | 7  | 7  | 7  | 9  | 8  | 7  | 7  | 7  | 7  | 7  | 7  | 7  | 7  | 7  | 7  | 7  |

Fonte:  Liverpool-Bilancio stagione, su transfermarkt.it, Transfermarkt (archiviato dall'url originale il 30 ottobre 2013).
Legenda:

Luogo: C = Casa; T = Trasferta. Risultato: V = Vittoria; N = Pareggio; P = Sconfitta.

### Statistiche dei giocatori
In corsivo i giocatori che hanno lasciato la squadra a stagione già iniziata.
| Giocatore    | Premier League | Premier League | Premier League | Premier League | FA Cup   | FA Cup | FA Cup      | FA Cup     | Football League Cup | Football League Cup | Football League Cup | Football League Cup | Europa League | Europa League | Europa League | Europa League | Totale   | Totale | Totale      | Totale     |
| Giocatore    | Presenze       | Reti           | Ammonizioni    | Espulsioni     | Presenze | Reti   | Ammonizioni | Espulsioni | Presenze            | Reti                | Ammonizioni         | Espulsioni          | Presenze      | Reti          | Ammonizioni   | Espulsioni    | Presenze | Reti   | Ammonizioni | Espulsioni |
| ------------ | -------------- | -------------- | -------------- | -------------- | -------- | ------ | ----------- | ---------- | ------------------- | ------------------- | ------------------- | ------------------- | ------------- | ------------- | ------------- | ------------- | -------- | ------ | ----------- | ---------- |
| P. Coutinho  | 13             | 3              | 0              | 0              | 0        | 0      | 0           | 0          | 0                   | 0                   | 0                   | 0                   | 0             | 0             | 0             | 0             | 13       | 3      | 0           | 0          |
| J. Henderson | 30             | 5              | 3              | 0              | 2        | 0      | 0           | 0          | 2                   | 0                   | 0                   | 0                   | 10            | 1             | 1             | 0             | 44       | 6      | 4           | 0          |
| L. Lucas     | 26             | 0              | 7              | 0              | 1        | 0      | 0           | 0          | 0                   | 0                   | 0                   | 0                   | 4             | 0             | 0             | 0             | 31       | 0      | 7           | 0          |
| O. Assaidi   | 4              | 0              | 0              | 0              | 0        | 0      | 0           | 0          | 2                   | 0                   | 0                   | 0                   | 6             | 0             | 0             | 0             | 12       | 0      | 0           | 0          |
| J. Shelvey   | 19             | 1              | 3              | 1              | 2        | 0      | 0           | 0          | 1                   | 0                   | 0                   | 0                   | 10            | 4             | 3             | 0             | 32       | 5      | 6           | 1          |
| D. Sturridge | 14             | 10             | 2              | 0              | 2        | 1      | 1           | 0          | 0                   | 0                   | 0                   | 0                   | 0             | 0             | 0             | 0             | 16       | 11     | 3           | 0          |
| D. Pacheco   | 0              | 0              | 0              | 0              | 0        | 0      | 0           | 0          | 1                   | 0                   | 0                   | 0                   | 2             | 0             | 0             | 0             | 3        | 0      | 0           | 0          |
| L. Suárez    | 33             | 23             | 10             | 0              | 2        | 2      | 0           | 0          | 1                   | 1                   | 0                   | 0                   | 8             | 4             | 1             | 0             | 44       | 30     | 11          | 0          |
| Suso         | 14             | 0              | 0              | 0              | 1        | 0      | 0           | 0          | 1                   | 0                   | 0                   | 0                   | 4             | 0             | 1             | 0             | 20       | 0      | 1           | 0          |
| M. Kelly     | 4              | 0              | 0              | 0              | 0        | 0      | 0           | 0          | 0                   | 0                   | 0                   | 0                   | 3             | 0             | 0             | 0             | 7        | 0      | 0           | 0          |
| S. Coates    | 5              | 0              | 0              | 0              | 2        | 0      | 0           | 0          | 2                   | 0                   | 0                   | 0                   | 3             | 1             | 0             | 0             | 12       | 1      | 0           | 0          |
| F. Borini    | 13             | 1              | 0              | 0              | 1        | 0      | 0           | 0          | 0                   | 0                   | 0                   | 0                   | 6             | 1             | 1             | 0             | 20       | 2      | 1           | 0          |
| R. Sterling  | 24             | 2              | 1              | 0              | 1        | 0      | 1           | 0          | 1                   | 0                   | 0                   | 0                   | 10            | 0             | 1             | 0             | 36       | 2      | 3           | 0          |
| S. Gerrard   | 36             | 10             | 5              | 0              | 1        | 0      | 0           | 0          | 1                   | 0                   | 0                   | 0                   | 8             | 1             | 0             | 0             | 46       | 11     | 5           | 0          |
| J. Carragher | 24             | 0              | 4              | 0              | 1        | 0      | 0           | 0          | 2                   | 0                   | 1                   | 0                   | 11            | 0             | 1             | 0             | 38       | 0      | 6           | 0          |
| C. Coady     | 1              | 0              | 0              | 0              | 0        | 0      | 0           | 0          | 0                   | 0                   | 0                   | 0                   | 1             | 0             | 0             | 0             | 2        | 0      | 0           | 0          |
| A. Wisdom    | 12             | 0              | 0              | 0              | 2        | 0      | 0           | 0          | 1                   | 0                   | 1                   | 0                   | 4             | 1             | 0             | 0             | 19       | 1      | 1           | 0          |
| J. Robinson  | 0              | 0              | 0              | 0              | 2        | 0      | 0           | 0          | 2                   | 0                   | 0                   | 0                   | 2             | 0             | 0             | 0             | 6        | 0      | 0           | 0          |
| G. Johnson   | 36             | 1              | 7              | 0              | 0        | 0      | 0           | 0          | 0                   | 0                   | 0                   | 0                   | 7             | 1             | 0             | 0             | 43       | 2      | 7           | 0          |
| B. Jones     | 7              | -9             | 0              | 0              | 2        | -4     | 0           | 0          | 2                   | -4                  | 0                   | 0                   | 4             | -4            | 1             | 0             | 15       | -21    | 1           | 0          |
| J. M. Reina  | 31             | -34            | 1              | 0              | 0        | -0     | 0           | 0          | 0                   | -0                  | 0                   | 0                   | 8             | -9            | 0             | 0             | 39       | -43    | 1           | 0          |
| C. Adam      | 0              | 0              | 0              | 0              | 0        | 0      | 0           | 0          | 0                   | 0                   | 0                   | 0                   | 2             | 0             | 0             | 0             | 2        | 0      | 0           | 0          |
| J. Cole      | 6              | 1              | 0              | 0              | 0        | 0      | 0           | 0          | 1                   | 0                   | 0                   | 0                   | 3             | 1             | 0             | 0             | 10       | 2      | 0           | 0          |
| P. Gulácsi   | 0              | -0             | 0              | 0              | 0        | -0     | 0           | 0          | 0                   | -0                  | 0                   | 0                   | 0             | -0            | 0             | 0             | 0        | -0     | 0           | 0          |
| M. Skrtel    | 25             | 2              | 4              | 0              | 1        | 0      | 0           | 0          | 0                   | 0                   | 0                   | 0                   | 7             | 0             | 1             | 0             | 33       | 2      | 5           | 0          |
| A. Carroll   | 2              | 0              | 1              | 0              | 0        | 0      | 0           | 0          | 0                   | 0                   | 0                   | 0                   | 0             | 0             | 0             | 0             | 2        | 0      | 1           | 0          |
| J. Flanagan  | 0              | 0              | 0              | 0              | 0        | 0      | 1           | 0          | 0                   | 0                   | 0                   | 0                   | 1             | 0             | 1             | 0             | 1        | 0      | 2           | 0          |
| J. Allen     | 27             | 0              | 2              | 0              | 2        | 1      | 0           | 0          | 1                   | 0                   | 0                   | 0                   | 7             | 1             | 1             | 0             | 37       | 2      | 3           | 0          |
| J. Enrique   | 29             | 2              | 1              | 0              | 0        | 0      | 0           | 0          | 0                   | 0                   | 0                   | 0                   | 6             | 0             | 0             | 0             | 35       | 2      | 1           | 0          |
| N. Şahin     | 7              | 1              | 0              | 0              | 0        | 0      | 0           | 0          | 1                   | 2                   | 0                   | 0                   | 4             | 0             | 1             | 0             | 12       | 3      | 1           | 0          |
| D. Agger     | 35             | 3              | 3              | 1              | 0        | 0      | 0           | 0          | 0                   | 0                   | 0                   | 0                   | 4             | 0             | 1             | 0             | 39       | 3      | 4           | 1          |
| S. Downing   | 29             | 3              | 0              | 0              | 2        | 0      | 0           | 0          | 2                   | 0                   | 0                   | 0                   | 12            | 2             | 0             | 0             | 45       | 5      | 0           | 0          |
| J. Spearing  | 0              | 0              | 0              | 0              | 0        | 0      | 0           | 0          | 0                   | 0                   | 0                   | 0                   | 3             | 0             | 0             | 0             | 3        | 0      | 0           | 0          |